# China Exim-Bank
Die Export-Import Bank von China oder China Exim-Bank (chinesisch 中國進出口銀行, Pinyin Zhōngguó Jìnchūkǒu Yínháng – „Chinesische Import- und Exportbank“) ist eine chinesische Staatsbank. Sie wurde Im Jahr 1994 gegründet und steht unter der direkten Führung des Staatsrats der Volksrepublik China. Vorsitzende und Präsidentin ist Hu Xiaolian.
Die Bank ist eine von drei Institutionsbanken in China. Sie wurde eingerichtet, um die geopolitischen Ziele der Volksrepublik in der Industrie, Außenhandel, Diplomatie, Wirtschaft und Finanzen durchzusetzen. Sie stellt Mittel zur Verfügung, den Export von chinesischen Produkten und Dienstleistungen zu fördern. Sie vergibt Import- und Exportkredite, Transportfinanzierungen, staatliche Vorzugsdarlehen und stellt Mittelweiterleitung und Darlehen an ausländische Regierungen und internationale Finanzierungsinstitutionen zur Verfügung. Ihr Hauptsitz ist in Peking, weitere zehn Niederlassungen und Repräsentanzen gibt es im Inland, sowie drei ausländische Vertretungen in Johannesburg, Paris und St. Petersburg. Mit weltweit über 500 ausländischen Banken gibt es ein dichtes Korrespondenz-Netzwerk.

## Jahresergebnis 2009
| Gesamteinkommen         | 005.911.401,21 |
| Gesamtausgaben          | 002.862.053,58 |
| Gesamtvermögen          | 792.137.860,30 |
| Gesamtverbindlichkeiten | 781.948.976,90 |
| Kredite insgesamt       | 591.884.951,50 |
| Reingewinn              | 002.520.959,19 |

- (in Tausend RMB)

## Geschäftsbereiche
- Export und Import Kredite
- Kredite an ausländische Fertigungsprojekte und Buchkredite an ausländische Investitionsprojekte
- Darlehen der Chinesischen Regierung zu begünstigten Konditionen
- Internationale Garantien
- Kredite an ausländische Regierungen und internationale Finanzinstitutionen
- Internationale Corporate Einlagen im Rahmen der Darlehen von der Bank zur Verfügung gestellt
- Beschaffung von Mitteln auf nationalen und internationalen Kapital- und Geldmärkten
- Internationale Interbank-Kredite
- Renminbi Inter-Bank-Anleihen, Darlehen und Anleihen An- und Verkauf
- Devisengeschäfte mit Devisen-Risiko-Schutz (FX)
- Bonitätsuntersuchungen

### Nationale Geschäftsstellen
Shanghai, Shenzhen, Nanjing, Dalian, Chengdu, Qingdao, Zhejiang, Hunan, Chongqing, Xi’an